# Marta Reynal-Querol
Marta Reynal-Querol (Barcelona, 1973) es una economista española, profesora de investigación ICREA en el Departamento de Economía y Empresa de la Universidad Pompeu Fabra (UPF) y Directora del Institute of Political Economy and Governance (IPEG) de Barcelona. En 2011 recibió el Premio Fundación Banco Herrero, que se otorga anualmente a un científico social español menor de 40 años, por su investigación sobre la relación entre la economía, la diversidad ética y los conflictos civiles.

## Trayectoria
Reynal-Querol es profesora de investigación en la Barcelona Graduate School of Economics, directora del Máster en Economía de la Universitat Pompeu Fabra desde 2012, investigadora del Center for Economic and Policy Research (CEPR), investigadora del CEsifo y miembro titular de la European Development Research Network (EUDN), miembro del Consejo de la Asociación Económica Europea (EEE), miembro del Comité Editorial de la Revista de Resolución de Conflictos y en el pasado de la Revista Europea de Economía Política.
Es pionera en la investigación empírica sobre conflictos, que hace unos años era considerada por muchos economistas como una materia extravagante. Uno de sus trabajos más importantes para el CSIC es Ethnicity, Political Systems and Civil Wars (Etnicidad, Sistemas Políticos y Guerras Civiles). Sus áreas de investigación incluyen las causas de las guerras civiles, la resolución y secuelas de conflictos, el liderazgo institucional, la búsqueda de rentas y la polarización étnica y la eficacia de las ayudas. Tiene publicaciones en American Economic Review, American Political Science Review, Review of Economics and Statistics, Economic Journal, Journal of Economic Growth, Journal of Development Economics y Journal of Conflict Resolution. Obtuvo una beca ERC-Consolidator en 2014 y también una beca ERC-Starting obtenida en la primera convocatoria del Consejo Europeo de Investigación.
Durante cinco años estudió, junto a José Montalvo, la relación entre el desarrollo económico de un país y la formación de sus líderes políticos, analizando datos de todos los países del mundo y de todos sus máximos dirigentes desde 1875 hasta el 2004 y los resultados fueron publicados en 2012 en The Economic Journal.
Trabajó en el Banco Mundial entre 2001 y 2005. Tiene un Doctorado en Economía por la Escuela de Economía de Londres (2001) y un Master con Honores por la Universidad Pompeu Fabra (UPF).

## Premios
- Premio Fundación Banco Herrero (2011), que se otorga anualmente a un científico social español menor de 40 años, por su investigación sobre la relación entre la economía, la diversidad ética y los conflictos civiles.[3][16]
- Premio Beca de Inicio para jóvenes investigadores del European Research Council (2015).[17]
- XIV Premio a la Investigación Económica del Banco Sabadell Herrero (2015).[18]